# Psychotria alaotrensis
Psychotria alaotrensis är en måreväxtart som beskrevs av Cornelis Eliza Bertus Bremekamp. Psychotria alaotrensis ingår i släktet Psychotria och familjen måreväxter. Inga underarter finns listade i Catalogue of Life.